# Franz Kesting
Franz Kesting (* 30. März 1872 in Belecke/Westfalen; † 31. Dezember 1948 in Lippstadt/Westfalen) war ein deutscher Schriftsteller.

## Leben
Franz Kesting war der Sohn eines Försters. Nach dem frühen Tod des Vaters absolvierte Franz Kesting das Lehrerseminar im westfälischen Büren. Von 1892 bis zu seiner Pensionierung im Jahre 1934 wirkte er als Volksschullehrer in Lippstadt. Daneben war er 1908 an der Gründung einer Hilfsschule sowie am Aufbau des Lippstadter Berufsschulwesens beteiligt: So entstanden auf seine Initiative hin 1911 eine kaufmännische Fortbildungsschule und 1919 eine Handelsschule, die Kesting beide im Nebenamt leitete.
Franz Kesting verfasste neben seiner Lehrertätigkeit ein umfangreiches literarisches Werk. Es besteht aus Erzählungen, die vorwiegend Themen aus Natur und Jagd behandeln und meist zuerst in Zeitschriften erschienen, Gedichten und einem Theaterstück. Außerdem verfasste er regionalhistorische Abhandlungen.

## Werke
- Weidmanns Liebe und Leid, Dresden 1904
- Isolde, Paderborn 1905
- Drückdik und Stümpken und andere lustige Tiererzählungen, Neudamm 1927
- Im dunklen Forst, Bochum 1928
- Ranken und Rosen, Lippstadt 1930
- Chronik der Stadt Lippstadt, Magdeburg 1932
- Tausend Jahre Belecke, Belecke 1938 (zusammen mit Walter Dalhoff)
- Der Walddoktor, Lippstadt 1946

fälschlicherweise ihm zugeschrieben, jedoch vom gleichnamigen Bruchhausener Pfarrer Franz Kesting (1885–1977):
- Aus Huysburgs Tagen, Paderborn 1953
- Geschichte der katholischen Pfarrei Bruchhausen im Nethetal, Paderborn 1957

## Herausgeberschaft
- Buch der Sprüche, Hamm i.W. 1904